# 秦姓
秦姓，是中國漢姓，嬴姓十四氏之一，在百家姓中排第18位。

## 來源

### 漢族
- 姬姓秦氏：周公旦的一支後裔，被封在秦邑（今河南範縣），其後人以秦為姓氏。

- 嬴姓秦氏：少昊之後，以臯陶為始祖[1]，非子受周孝王之封建立秦國，其支系後人以國名為姓，此為秦姓大宗。

### 其他民族
- 滿族、蒙古族、與古代西域（大秦）人士改姓。